# Hnilická Kýčera
Hnilička Kýčera (1217,6  m n. m.) je vrchol na hlavním hřebeni Lúčanské Malé Fatry na Slovensku. Hora leží na území obcí Rajec, Valča a Kláštor pod Znievom.
Hnilička Kýčera je dobrým vyhlídkovým bodem. Pod vrcholem se nachází sedlo pod Hnilickou Kýčerou s pramenem pitné vody. Ze sedla vede turistická trasa na vrchol. Tato cesta patří mezi nejstrmější výstupy v Malé Fatře.
Na východním svahu hory pramení Hnilický potok.

## Turistika

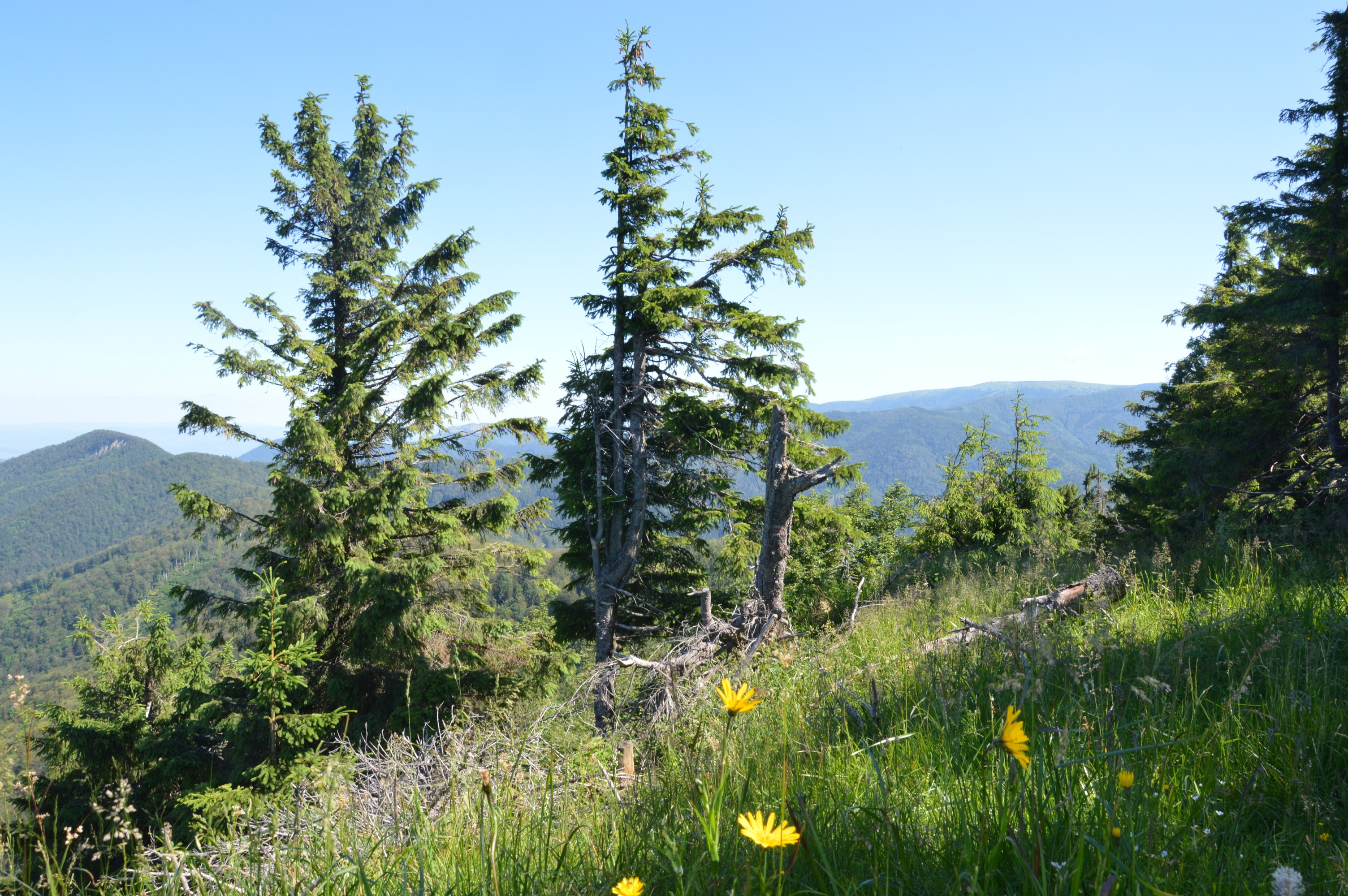
Na vrcholu, pohled k severu a severovýchodu, vzadu Horná lúka

Z obce Rajecká Lesná přes Rajeckolesnianskou dolinu po  turistické značce do Sedla pod Úplazem (988  m n. m.), odtud po  značce přes sedlo pod Hnilickou Kýčerou velmi strmě na vrchol. Doba výstupu je asi osm a půl hodiny.